# Красная книга Ульяновской области
Красная книга Ульяновской области — официальный документ, содержащий аннотированный список редких и находящихся под угрозой исчезновения животных, растений и грибов Ульяновской области, сведения о их состоянии и распространении, а также необходимых мерах охраны. Учреждена Законом Ульяновской области от 2002 года.

## Издание
Первое издание, включавшее редкие виды животных и грибов, вышло в 2004 году (Ульяновск, 2004). В издание Красной книги Ульяновской области, вышедшее в 2008 году включены 500 видов растений, грибов и животных, в том числе
188 видов цветковых растений, 3 вида голосеменных, 8 — папоротниковых, 3 — плауновидных, 1 — хвощевидных, 20 — моховидных, 21 — грибов, 32 — лишайников, 1 — моллюсков, 126 — насекомых (1 — стрекозы, 3 — прямокрылые, 47 — жесткокрылые, 2 — сетчатокрылые, 36 — чешуекрылые, 34 — перепончатокрылые, 3 — двукрылые), 2 — земноводных, 5 — пресмыкающихся, 13 — рыб, 59 — птиц и 19 видов млекопитающих..

### Издание 2015 года
В 2015 году вышло новое издание Красной книги Ульяновской области. В это издание области включено 245 видов растений из 153 родов и 75 семейств: из них на покрытосеменные приходится 207 видов (84,5 % от всех охраняемых видов растений), голосеменные — 3 вида (1,2 %), папоротниковидные — 7 видов (2,9 %), плауновидные — 4 вида (1,6 %), хвощевидные — 1 вид (0,4 %), моховидные — 23 вида (9,4 %). Таким образом, в Красную книгу Ульяновской области (2015) включён почти каждый 7-й вид (13,9 % от всей флоры Ульяновской области). Преобладают представители семейств Asteraceae — 26 видов (10,6 % от числа всех растений Красной книги), Poaceae — 18 видов (7,4 %), Fabaceae — 16 видов (6,5 %), Orchidaceae — 15 видов (6,1 %), Ranunculaceae — 10 видов (4,1 %) и др. По сравнению с предыдущим изданием Красной книги Ульяновской области (2008) число охраняемых растений увеличилось на 22 вида. Грибов, занесённых в Красную книгу, насчитывается 25 видов из 24 родов и 19 семейств, лишайников — 33 вида из 19 родов и 10 семейств. Число охраняемых грибов увеличилось на 4 вида, лишайников — на 1 вид.
Царство животных представлено в 246 видами, из них беспозвоночные составляют 156 видов (63,4 % от всех охраняемых животных). Значительно преобладают членистоногие — 155 видов, среди которых наиболее многочисленны отряды Coleoptera — 55 видов (35,3 % от всех беспозвоночных Красной книги) и Hymenoptera и Lepidoptera — по 43 вида (по 27,6 %). Позвоночные животные насчитывают 90 представителей, из них 12 видов лучепёрых рыб (13,3 % от всех позвоночных Красной книги), 2 вида земноводных (2,2 %), 5 видов пресмыкающихся (5,6 %), 53 вида птиц (58,9 %) и 18 видов млекопитающих (20,0 %). Число охраняемых беспозвоночных животных, по сравнению с прошлым изданием, увеличилось на 29 видов, позвоночных — сократилось на 7 видов. Издание Красной книги 2015 года содержит многочисленные ошибки и недочёты.

## Список видов
Списки составлены в соответствии с источником.

### Животные
- Limax cinereoniger — Чёрный слизень

- Polyzonium germanicum — Полизониум желтый

- Aculepeira armida
- Argiope lobata
- Eresus kollari — Чёрный эрезус
- Parasteatoda tabulata

Семейство Длиннотелы (1 вид)
- Pericartiellus telephii

Семейство Долгоносики (10 видов)
- Omias verruca — Бородавчатый омиас
- Parameira gebleri
- Euidosomus acuminatus — Острокрылый слоник
- Cyphocleonus achates — Долгоносик-клеон ахатес
- Pseudocleonus dauricus
- Adosomus roridus
- Lixus paraplecticus — Фрачник омежниковый
- Larinus idoneus
- Tychius alexii
- Ceutorhynchus potanini

Семейство Жужелицы (11 видов)
- Blethisa escholtzi
- Cephalota atrata
- Calosoma auropunctatum — Красотел золотистый
- Calosoma sycophanta — Красотел пахучий
- Carabus bessarabicus — Бессарабская жужелица
- Carabus clathratus — Жужелица золотоямчатая
- Carabus schoenherri
- Carabus hungaricus — Венгерская жужелица
- Nebria rufescens
- Pterostichus aterrimus
- Amara subplanata
- Lebia menetriesi

Семейство Златки (3 вида)
- Capnodis tenebrionis — Златка чёрная
- Agrilus kaluganus
- Agrilus mendax — Златка узкотелая медная

Семейство Карапузики (3 вида)
- Saprinus pharao
- Hololepta plana
- Satrapes sartorii

Семейство Кожееды (2 вида)
- Dermestes coronatus
- Dermestes dimidiatus

Семейство Листоеды (1 вид)
- Timarcha tenebricosa

Семейство Мертвоеды (1 вид)
- Nicrophorus sepultor

Семейство Нарывники (1 вид)
- Muzimes collaris

Семейство Плавунцы (2 вида)
- Dytiscus latissimus — Широкий плавунец
- Cybister lateralimarginalis — Скоморох

Семейство Пластинчатоусые (7 видов)
- Aphodius ivanovi
- Aphodius isajevi — Навозничек Исаева
- Aphodius exilimanus
- Polyphylla alba — Хрущ белый
- Gnorimus variabilis — Пестряк изменчивый
- Osmoderma barnabita — Отшельник пахучий
- Netocia aeruginosa — Бронзовка гладкая

Семейство Плеснееды (1 вид)
- Mycetina cruciata

Семейство Рогачи (2 вида)
- Ceruchus chrysomelinus — Березовый рогачик
- Lucanus cervus — Жук-олень

Семейство Стафилиниды (2 вида)
- Emus hirtus — Волосатый стафилин
- Velleius dilatatus — Стафилин широкий

Семейство Тенелюбы (2 вида)
- Dircaea quadriguttata
- Phryganophilus auritis

Семейство Усачи (3 вида)
- Nothorhina muricata
- Rosalia alpina — Альпийский усач
- Dorcadion equestre — Корнеед-крестоносец

Семейство Щелкуны (1 вид)
- Lacon lepidopterus — Чешуйчатый щелкун

Семейство Андрениды (12 видов)
- Andrena barbilabris
- Andrena paucisquama — Андрена редкочешуйчатая
- Andrena chrysopyga
- Andrena florea
- Andrena wilkella
- Andrena orenburgensis
- Andrena hypopolia
- Andrena rosae
- Andrena potentilae
- Camptopoeum frontale
- Melitturga clavicornis — Мелиттурга булавоусая
- Panurginus lactipennis — Молочнокрылый панургин

Семейство Галиктиды (1 вид)
Семейство Ихневмониды (2 вида)
- Dolichomitus imperator — Эфиальт-император
- Megarhyssa perlata — Мегарисса жемчужная

Семейство Коллетиды (2 вида)
- Colletes lebedewi
- Colletes pallescens

Семейство Мегахилиды (2 вида)
- Пчела-шерстобит
- Megachile apicola — Пчела-листорез альпийская

Семейство Мелиттиды (5 видов)
- Macropis labiata — Макропис европейский

Семейство Настоящие осы (2 вида)
- Eumenes sareptanus
- Katamenes sichelii

Семейство Пилильщики-ткачи (1 вид)
- Caenolyda reticulata — Ценолида сетчатая

Семейство Пчелиные (8 видов)
- Bombus armeniacus — Шмель армянский
- Bombus fragrans — Шмель степной
- Bombus maculidorsis — Пятноспинный шмель
- Bombus argilaceus — Шмель глинистый
- Xylocopa valgas — Обыкновенная пчела-плотник
- Xylocopa iris

Семейство Роющие осы (3 вида)
- Sphex atropilosus — Черноволосый сфекс
- Larra anathema

Семейство Сколии (2 вида)
- Scolia hirta — Сколия степная

Семейство Тифииды (1 вид)
- Tiphia morio — Тифия мрачная

- Asiotmethis tauricus — Кобылка степная крымская
- Onconotus servillei — Севчук Сервиля
- Saga pedo — Степная дыбка

- Libelloides macaronius — Пестрый аскалаф

- Anax imperator — Дозорщик-император

Семейство Бархатницы (7 видов)
- Hipparchia autonoe — Бархатница автоноя
- Hyponephele lupina — Бархатница волчья
- Lasiommata petropolitana — Краеглазка петербургская

Семейство Белянки (15 видов)
- Aricia agestis — Голубянка бурая
- Cupido alcetas — Голубянка альцет
- Lycaena thersamon — Червонец блестящий
- Nordmannia pruni — Хвостатка сливовая
- Polyommatus damone — Голубянка дамона
- Polyommatus eros — Голубянка Буадюваля
- Pseudophilotes vicrama — Голубянка викрама
- Euchloe ausonia — Зорька белая
- Lycaena helle — Червонец Гелла
- Scolitantides orion — Голубянка орион
- Plebejides pylaon
- Lysandra bellargus — Голубянка красивая
- Polyommatus damocles — Голубянка дамокл
- Polyommatus damon — Голубянка дамон
- Zegris eupheme — Зегрис короткоусая

Семейство Бражники (4 вида)
- Laothoe amurensis — Осиновый бражник
- Proserpinus proserpina — Бражник прозерпина
- Smerinthus caecus
- Hemaris tityus — Шмелевидка скабиозовая

Семейство Брамеи (2 вида)
- Lemonia dumi — Шелкопряд салатный
- Lemonia taraxaci — Осенний шелкопряд одуванчиковый

Семейство Древоточцы (1 вид)
- Parahypopta caestrum

Семейство Листовертки (1 вид)
- Pelatea kludiana

Семейство Коконопряды (2 вида)
- Cosmotriche lobulina
- Lasiocampa quercus — Коконопряд дубовый

Семейство Нимфалиды (8 видов)
- Apatura iris — Переливница ивовая
- Clossiana selenis
- Erebia ligea — Чернушка лигея
- Melithaea arduinna
- Melithaea diamina
- Neptis sappho — Пеструшка темнокрылая
- Clossiana eunomia
- Brenthis hecae

Семейство Окончатые мотыльки (1 вид)
- Thyrus fenestrella

Семейство Павлиноглазки (2 вида)
- Eudia pavonia — Малый ночной павлиний глаз
- Aglia tau — Павлиноглазка рыжая

Семейство Парусники (3 вида)
- Parnassius apollo — Аполлон
- Parnassius mnemosyne — Мнемозина
- Zerynthia polyxena — Поликсена

Семейство Пестрянки (2 вида)
- Jordanita chloros — Пестрянка желтовато-зелёная
- Zygaena centaureae

Семейство Сатириды (2 вида)
- Coenonympha hero — Сенница геро
- Oeneis tarpeja — Бархатница тарпея

Семейство Серпокрылки (1 вид)
- Watsonalla binaria

Семейство Стеклянницы (1 вид)
- Bembecia volgensis

Семейство Толстоголовки (6 видов)
- Muschampia floccifera
- Muschampia proto — Толстоголовка прото
- Pyrgus sidae
- Pyrgus armoricanus — Толстоголовка арморикская
- Pyrgus carthami — Толстоголовка сафлоровая
- Spialia orbifer — Толстоголовка круглопятнистая

Семейство Эпиплемиды (1 вид)
- Eversmannia exornata

Семейство Эребиды (22 вида)
- Aedophron rhodites
- Periphanes delphinii
- Arctia festiva — Медведица геба
- Arytrura musculus
- Catocala pacta — Ленточница розовая
- Epatolmis caesarea
- Cucullia scopula
- Hyphoraia aulica — Медведица буро-жёлтая
- Pericallia matronula — Медведица-хозяйка
- Catocala hymenaea
- Arctia festiva — Медведица геба
- Catocala electa — Ленточница ивовая
- Catocala elocata — Ленточница тополёвая
- Catocala fulminea — Орденская лента жёлтая
- Catocala promissa — Малая дубовая орденская лента
- Catocala sponsa — Малиновая орденская лента
- Chelis maculosa — Медведица пятнистая
- Coscinia cribrata — Медведица сетчатая
- Euplagia quadripunctaria — Медведица четырёхточечная
- Teia antiquoides
- Telochurus recens — Пятнистый кистехвост
- Watsonarctia deserta — Чистая медведица

### Грибы
25 видов
- Cortinarius triumphans — Паутинник желтый
- Fistulina hepatica — Печёночница обыкновенная
- Hygrophorus russula — Гигрофор сыроежковый
- Macrolepiota excoriata — Гриб-зонтик белый
- Panellus serotinus — Вёшенка осенняя
- Pholiota destruens — Чешуйчатка разрушающая
- Protostropharia semiglobata — Строфария полушаровидная

- Mutinus caninus — Мутинус собачий
- Phallus impudicus — Весёлка обыкновенная

- Boletus edulis — Белый гриб
- Leccinum percandidum — Подосиновик белый
- Leccinum scabrum f. melaneum — Подберёзовик чёрный

- Clavariadelphus pistillaris — Рогатик пестиковый
- Ramaria ochraceovirens — Рамария охряно-зеленая

- Geastrum fornicatum — Звездовик сводчатый

- Daedalea quercina — Дубовая губка
- Ganoderma lucidum — Трутовик лакированный
- Grifola frondosa — Грифола курчавая
- Polyporus umbellatus — Трутовик зонтичный
- Sparassis crispa — 	Спарассис курчавый

- Hericium coralloides — Ежовик коралловидный
- Lactarius pergamenus — Груздь пергаментный
- Russula claroflava — Сыроежка светло-жёлтая

- Helvella crispa — Лопастник курчавый
- Sarcoscypha coccinea — Саркосцифа ярко-красная